# 塚本竜馬
塚本 竜馬（つかもと りょうま、1997年2月3日 - ）は、日本の男性プロレスラー。東京都練馬区出身。フリーランス。血液型O型。

## 経歴
2020年12月、公開入門テストに合格し全日本プロレスに入門。同期には斉藤ジュン、斉藤レイ、井上凌がいる。練習生生活を経て2021年7月22日後楽園ホール大会でデビュー。
Twitterで年末のJr. TAG BATTLE OF GLORYへの出場を仄めかしていたが、11月11日に練習中に負傷、右膝前十字靭帯断裂と診断され長期欠場に入る。その後、2022年7月14日の復帰戦が一度は決定したが、練習中に再び右ひざを痛め、復帰戦も中止となった。
翌日7月15日付で全日本プロレスを退団。
2023年5月30日、ハードヒットに参戦し復帰を果たす。以降はJTOや、ビリーケン・キッドが所属するOSWなどに参戦する。JTOでは武蔵龍也らのユニット「武尊集団 明王」に加入。2024年10月5日には、新設されたJTOタッグ王座初代王者を決めるワンデートーナメントに、ヒロ飯島とのタッグで出場し優勝、初タイトルを獲得する。
2025年3月23日には、4年ぶりに古巣の全日本プロレスに出場、同期の井上とシングルで戦い敗北。

## タイトル歴
JTO
- JTOタッグ王座
  - 初代（パートナーはヒロ飯島）

## 得意技
ジャック・ハマー(復讐のレクイエム)
アックスボンバー
ジャンピング・ネックブリーカー・ドロップ
NT-D
ボディスラム
ブレーンバスター

## エピソード
- アニマル浜口レスリング道場歴8年、HEROGYMにも1年の在籍期間があり、身長は低いもののそのビルドアップされた体躯は公開入門テストの時から話題になっていた。

## 入場曲
- フリーライドサーファー
- 塚本竜馬 明王Ver.(HK PROJECT)